# Esteban Powell
Esteban Powell (Houston, 15 giugno 1976) è un attore statunitense.

## Filmografia

### Cinema
- La vita è un sogno (1993)
- Powder - un incontro straordinario con un altro essere (1995)
- Atti di violenza (1999)
- In fuga dal passato (1999)
- Bel Air (2000)
- Shiloh Falls (2007)

### Televisione
- Bone Chillers - serie TV, 13 episodi (1996)
- Un genio in famiglia - serie TV, 2 episodi (1997)
- Beverly Hills 90210 - serie TV, 2 episodi (1997)
- Il tocco di un angelo (Touched by an Angel) - serie TV, 1 episodio (1999)
- CSI: Scena del crimine (CSI: Crime Scene Investigation) - serie TV, 1 episodio (2002)
- Dawson's Creek - serie TV, 1 episodio (2003)
- Streghe (Charmed) - serie TV, 1 episodio (2004)
- Una mamma per amica - serie TV, 1 episodio (2004)
- Detective Monk (Monk) - serie TV, 1 episodio (2006)
- The Cleaner - serie TV, 26 episodi (2008-2009)
- Dr. House - Medical Division (House, M.D.) - serie TV, 1 episodio (2009)

## Doppiatori italiani
Nelle versioni in italiano delle opere in cui ha recitato, Esteban Powell è stato doppiato da:
- Simone D'Andrea in The Cleaner
- Luigi Ferraro in CSI: Miami
- Federico Di Pofi in Detective Monk
- Fabio Boccanera in Dr. House - Medical Division